# Brooklin (Maine)
Brooklin ist eine Town im Hancock County des Bundesstaates Maine in den Vereinigten Staaten. Im Jahr 2020 lebten dort 827 Einwohner in 834 Haushalten auf einer Fläche von 106,66 km².

## Geografie
Nach dem United States Census Bureau hat Brooklin eine Gesamtfläche von 106,66 km², von denen 46,41 km² Land sind und 60,24 km² aus Gewässern bestehen.

### Geografische Lage
Brooklin ist eine Landzunge im Atlantischen Ozean und ist das südlichst gelegene Festland im Hancock Countys. Im Norden liegt sie an der Blue Hill Bay und im Süden an der Jericho Bay. Zum Gebiet der Town gehören auch einige Inseln, die im Süden der Küste vorgelagert sind. Die Oberfläche ist eben, es gibt keine nennenswerten Erhebungen.

### Nachbargemeinden
Alle Entfernungen sind als Luftlinien zwischen den offiziellen Koordinaten der Orte aus der Volkszählung 2010 angegeben.
- Norden: Blue Hill, 5,9 km
- Osten: Tremont, 9,6 km
- Südosten: Swans Island, 12,6 km
- Süden: Isle au Haut, 12,6 km
- Südwesten: Deer Isle, 27,6 km
- Westen: Sedgwick, 10,7 km

### Stadtgliederung
In Brooklin gibt es mehrere Siedlungsgebiete: Brooklin, Flye Point, Haven, Herriman Point, Naskeag, North Brooklin, Sedgwick Bay (ehemaliger Standort eines Postamtes) und West Brooklin.

### Klima
Die mittlere Durchschnittstemperatur in Brooklin liegt zwischen −6,1 °C (21° Fahrenheit) im Januar und 20,6 °C (69° Fahrenheit) im Juli. Damit ist der Ort gegenüber dem langjährigen Mittel der USA um etwa 6 Grad kühler. Die Schneefälle zwischen Oktober und Mai liegen mit bis zu zweieinhalb Metern mehr als doppelt so hoch wie die mittlere Schneehöhe in den USA; die tägliche Sonnenscheindauer liegt am unteren Rand des Wertespektrums der USA.

## Geschichte

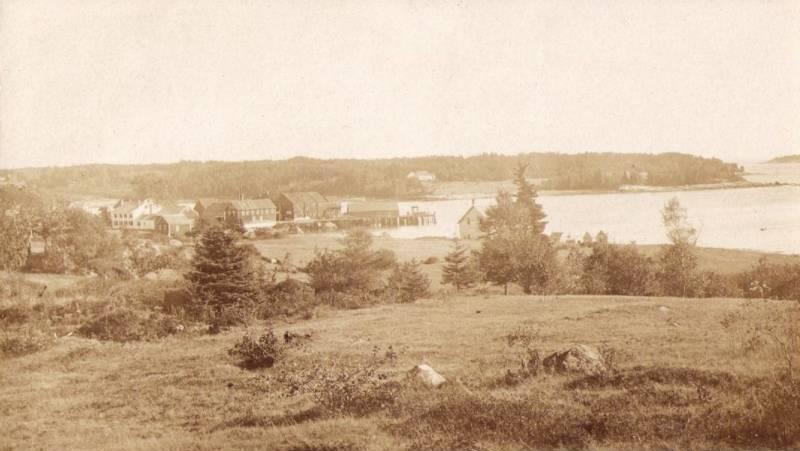
Blick auf Brooklin (1909)

Brooklin spaltete sich im Jahr 1849 von der Town Sedgwick ab. Zunächst unter dem Namen Port Watson. Bereits einen Monat später wurde der Name in Brooklin geändert. Ein Leuchtturm auf Flyes Ledges wurde im Jahr 1856 erbaut. Der Leuchtturm wurde in die Liste der nationalen Leuchttürme aufgenommen.

### Einwohnerentwicklung
| Volkszählungsergebnisse – Town of Brooklin, Maine | Volkszählungsergebnisse – Town of Brooklin, Maine | Volkszählungsergebnisse – Town of Brooklin, Maine | Volkszählungsergebnisse – Town of Brooklin, Maine | Volkszählungsergebnisse – Town of Brooklin, Maine | Volkszählungsergebnisse – Town of Brooklin, Maine | Volkszählungsergebnisse – Town of Brooklin, Maine | Volkszählungsergebnisse – Town of Brooklin, Maine | Volkszählungsergebnisse – Town of Brooklin, Maine | Volkszählungsergebnisse – Town of Brooklin, Maine | Volkszählungsergebnisse – Town of Brooklin, Maine |
| Jahr                                              | 1800                                              | 1810                                              | 1820                                              | 1830                                              | 1840                                              | 1850                                              | 1860                                              | 1870                                              | 1880                                              | 1890                                              |
| ------------------------------------------------- | ------------------------------------------------- | ------------------------------------------------- | ------------------------------------------------- | ------------------------------------------------- | ------------------------------------------------- | ------------------------------------------------- | ------------------------------------------------- | ------------------------------------------------- | ------------------------------------------------- | ------------------------------------------------- |
| Einwohner                                         |                                                   |                                                   |                                                   |                                                   |                                                   | 1002                                              | 1043                                              | 966                                               | 977                                               | 1046                                              |
| Jahr                                              | 1900                                              | 1910                                              | 1920                                              | 1930                                              | 1940                                              | 1950                                              | 1960                                              | 1970                                              | 1980                                              | 1990                                              |
| Einwohner                                         | 936                                               | 936                                               | 856                                               | 782                                               | 656                                               | 546                                               | 525                                               | 598                                               | 619                                               | 785                                               |
| Jahr                                              | 2000                                              | 2010                                              | 2020                                              | 2030                                              | 2040                                              | 2050                                              | 2060                                              | 2070                                              | 2080                                              | 2090                                              |
| Einwohner                                         | 841                                               | 824                                               | 827                                               |                                                   |                                                   |                                                   |                                                   |                                                   |                                                   |                                                   |

## Kultur und Sehenswürdigkeiten

### Bauwerke
In Brooklin wurden zwei archäologische Stätten und drei Gebäude unter Denkmalschutz gestellt und ins National Register of Historic Places aufgenommen:
Archäologische Stätte
- Flye Point 2, aufgenommen 1985, Register-Nr. 85000842
- Goddard Site, aufgenommen 1979, Register-Nr. 79000132

Gebäude
- Beth Eden Chapel, aufgenommen 1980, Register-Nr. 01000818
- E. B. White House, aufgenommen 1986, Register-Nr. 86002467

## Wirtschaft und Infrastruktur

### Verkehr
Aus Richtung Norden führt die Maine State Route 175 entlang der Küste von Brooklin.

### Öffentliche Einrichtungen
Brooklin besitzt keine eigenen medizinischen Einrichtungen oder Krankenhäuser. Die Nächstgelegenen befinden sich in Blue Hill.
Die Friend Memorial Public Library befindet sich an der Reach Road in Brooklin. Sie wurde 1912 gegründet.

### Bildung
Brooklin gehört mit Deer Isle, Sedgwick und Stonington zur School Union 76. Für die Schulbildung in Brooklin ist das Brooklin School Department zuständig.
Im Schzulbezirk werden folgende Schulen angeboten:
- Brooklin School in Brooklin mit Schulklassen von Pre-K bis 8. Schuljahr
- Sedgwick Elementary School in Sedgwick mit Schulklassen vom Pre-K bis 5. Schuljahr
- Deer Isle-Stonington Elementary School in Deer Island mit Schulklassen vom Kindergarten bis 8. Schuljahr
- Deer Isle-Stonington High School in Deer Island mit Schulklassen vom 9. bis 12. Schuljahr

## Persönlichkeiten

### Persönlichkeiten, die vor Ort gewirkt haben
- Oswald Veblen (1880–1960), Mathematiker
- Elwyn Brooks White (1899–1985), Autor, Komiker und Dichter